# Microsoft FrontPage
Microsoft FrontPage（全名：Microsoft Office FrontPage，簡稱FP）是微軟公司推出的一款網頁設計軟件。它於1997年至2003年的時候屬於Microsoft Office系列的其中一款產品。FrontPage由於其易用性，被認為適合網頁初學者的製作工具。但因其功能無法滿足更高要求，自2006年，Frontpage已經被Microsoft Expression Web及Microsoft SharePoint Designer取代。

## 簡介
無論要建立個人網頁、資訊網頁，還是公司的互聯網或內聯網網站，Microsoft FrontPage都能夠提供一個建構與管理網站所需的工具。由於它的操作方式就和其它Microsoft Office辦公室軟件相似，所以FrontPage是十分容易去掌握及使用。

## 軟件特性
- 所見即所得
- 結合了設計、程式碼、預覽三種模式於一體，也可一起顯示程式碼和設計檢視
- 與Microsoft Office各軟件無縫連接
- 良好的表格控制能力
- 繼承了Microsoft Office產品系列的良好的易用性

## 軟件缺陷
- 生成代碼冗餘，早期產品生成代碼甚至不符合W3C所制定的HTML規範。因為生成代碼並不符合標準，因此由FrontPage 所製作的網頁只能由Internet Explorer 開啟，其他瀏覽器開啟會出現顯示錯誤。
- 對數據庫支持不足，僅適合製作純用戶端的網頁，或是早期的ASP網頁。（FrontPage的排版編輯模式，仍可能造成asp的程式碼區段錯亂）
- 做出來的網頁，如果有使用到FrontPage的動態網頁元件的話，網站主機限定使用IIS，並且必須先已安裝FrontPage Server Extension套件。

## 版本歷史
Microsoft FrontPage的最後一個版本是FrontPage 2003，不再推出新的版本，並由Microsoft SharePoint Designer與Microsoft Expression Web完全取代。
- Vermeer FrontPage 1.0
- FrontPage Express（隨 Internet Explorer 4.0 附送的簡化版）
- 1995 - Microsoft FrontPage 1.1
- 1996 - FrontPage 97
- 1996 - Microsoft FrontPage for Macintosh 1.0
- 1997 - Microsoft FrontPage Express 2.0
- 1997 - FrontPage 98
- 1999 - FrontPage 2000
- 2001 - FrontPage 2002（包含在Office XP Profressional with FrontPage）
- 2003 - FrontPage 2003（不包含在任何版本Office 2003中，而是分開銷售）

## 替代產品
2006年，微軟公司宣佈Microsoft FrontPage將會被Microsoft SharePoint Designer與Microsoft Expression Web新產品替代。這兩款正在開發中的軟件都是部分基於Microsoft FrontPage的。
Microsoft Office System 2007已經包含Microsoft SharePoint Designer。
Microsoft Expression Studio則包含Microsoft Expression Web

## 影响

### 中国大陆
由于FrontPage的易用性和所见即所得，它曾是中国大陆中小学信息技术课程的必备软件。